# Клини, Коррадо
Корра́до Кли́ни (итал. Corrado Clini; род. 17 июля 1947, Латина) — итальянский политик, министр окружающей среды, защиты суши и моря (2011—2013).

## Биография
В 1972 году окончил Пармский университет, где изучал медицину, специализируясь в хирургии.
С 1978 по 1990 год являлся санитарным директором Службы гигиены и медицины труда в венецианском порту Маргеры.
С 1990 по 2011 год работал в Министерстве окружающей среды Италии, участвуя в национальных делегациях при международных контактах (к 2011 году возглавлял Управление устойчивого развития, климата и энергии). На этот период приходится присоединение Италии к Киотскому протоколу. В частности, в 1995 году в Риме состоялось Второе пленарное заседание Межправительственной группы экспертов по изменению климата, на котором был одобрен второй доклад группы, ставший важным шагом к подписанию протокола. В 1997 году Клини координировал работу технической делегации Италии на Третьей конференции сторон Рамочной конвенции ООН об изменении климата, принявшей протокол, и до 2000 года Клини отвечал за исполнение этого документа на территории Италии.
С 16 ноября 2011 по 28 апреля 2013 года являлся министром окружающей среды, защиты суши и моря в правительстве Монти.
26 мая 2014 года Клини был арестован, а 14 ноября 2014 года состоялись предварительные слушания (giudizio immediato) его дела, в связи с обвинением прокуратуры Рима в получении более миллиона евро от предпринимателя Аугусто Калоре Претнера, занимавшегося в Ираке так называемым «проектом Новый Эдем» по реабилитации земель, на осуществление которого 54 млн евро выделило Министерство окружающей среды Италии.
В апреле 2017 года прокуратура Аудиторского суда Лацио предъявила Клини новые обвинения: по её сведениям, в 2007—2011 годах, ещё будучи генеральным директором Министерства окружающей среды, он совершал служебные поездки по всему миру, не вернув в бюджет оставшиеся не истраченными казённые денежные суммы в общем объёме около 64 тысяч евро.